# ゴン中山&ザキヤマのキリトルTV
『ゴン中山&ザキヤマのキリトルTV』（ゴンなかやまアンドザキヤマのキリトルテレビ）とは、テレビ朝日系列で2014年から2017年まで放送していた単発のバラエティ番組である。中山雅史と山崎弘也の冠番組。第3回から第14回までは基本的に『日曜エンタ』枠で放送されていたが、第10回・第13回のように改編期特番として枠無し単発枠での放送となったり、第11回のように『土曜プライム』で放送されることもある。

## 概要
スポーツ界やアニメなど、ある一部分を切り取り注目したVTRが放映され紹介される。
本番組の最大の特徴は、VTR中の対象となっている人物が、かつての一世一代の大勝負のときに何を言っていたのかを読唇術で解析し、その場面を“キリトって”放送するという趣旨のものである。なお、番組では「読唇術は口の動き等から言葉を“推測する”ものです」と説明している。
しかし2017年、ダルビッシュ有や田中将大が放送された内容について自身のTwitter等で「こんな事は言っていない」などと苦言を呈するという問題が発生。後日、テレビ朝日側は「確認を怠った」として謝罪した。この影響もあってか、第15回（2017年8月5日放送分）を最後に事実上打ち切られた。

## 出演者
MC
- 中山雅史（元サッカー日本代表）
- 山崎弘也（アンタッチャブル）

ゲスト
- 渡部建（アンジャッシュ）
- SHELLY
- ホラン千秋（2014年1月3日出演）
- 大原櫻子（2014年4月4日出演）
- 土田晃之（2015年6月14日出演）
- 伊集院光（2015年6月14日出演）
- 木村拓哉（2015年6月14日出演）

進行
- 竹内由恵（テレビ朝日アナウンサー）

## 放送時間
| 回 | 放送年月日     | 放送時間（JST）    | 放送枠       | 備考                                                                                        |
| -- | -------------- | ------------------ | ------------ | ------------------------------------------------------------------------------------------- |
| 1  | 2014年1月3日   | 金曜23:20 - 翌0:20 | （なし）     |                                                                                             |
| 2  | 2014年4月4日   | 金曜23:15 - 翌0:15 | （なし）     |                                                                                             |
| 3  | 2014年9月14日  | 日曜20:58 - 23:10  | 日曜エンタ   | 初のプライムタイム・1時間超え                                                               |
| 4  | 2014年11月30日 | 日曜20:58 - 23:10  | 日曜エンタ   |                                                                                             |
| 5  | 2015年3月8日   | 日曜20:58 - 23:10  | 日曜エンタ   |                                                                                             |
| 6  | 2015年6月14日  | 日曜20:58 - 23:10  | 日曜エンタ   |                                                                                             |
| 7  | 2015年10月4日  | 日曜20:58 - 23:10  | 日曜エンタ   |                                                                                             |
| 8  | 2015年11月22日 | 日曜20:58 - 23:10  | 日曜エンタ   |                                                                                             |
| 9  | 2016年2月7日   | 日曜20:58 - 23:10  | 日曜エンタ   |                                                                                             |
| 10 | 2016年4月7日   | 木曜21:00 - 23:15  | （なし）     | 『報道ステーション』全曜日休止週のため22時にまたがって放送                                  |
| 11 | 2016年7月30日  | 土曜21:00 - 23:06  | 土曜プライム | 20:58 - 21:00に『今夜の土曜プライム』も別途放送 欄外も参照                                  |
| 12 | 2016年9月18日  | 日曜20:58 - 23:10  | 日曜エンタ   |                                                                                             |
| 13 | 2016年10月11日 | 火曜20:30 - 21:48  | （なし）     | 前座番組であるサッカー中継が30分延長した（17:45 - 20:30）ため、急遽30分繰り下げ・短縮された |
| 14 | 2017年2月5日   | 日曜20:58 - 23:10  | 日曜エンタ   |                                                                                             |
| 15 | 2017年8月5日   | 土曜18:56 - 20:54  | （なし）     |                                                                                             |

- 第6回の前々夜（6月12日23:15 - 翌0:15）に『特別編』を別途放送。
- 第9回の16日前（1月22日23:15 - 翌0:15）に『特別編』を別途放送予定であったが、AFC U-23選手権2016（男子サッカー・リオ五輪アジア地区最終予選兼）準々決勝「 日本× イラン」中継（22:25 - 翌1:15）に変更のため、後日に延期予定。
- 第11回は本来2016年6月12日20:58-23:10（『日曜エンタ』枠）に放送される予定だったが、モハメド・アリが同年6月3日に死去したことに伴い、急きょ『モハメド・アリ緊急追悼番組 蘇る伝説の死闘「猪木vsアリ」』に変更することになり、放送枠を『土曜プライム』に変更の上、放送延期となった[4]。同特番の対戦シーンでは、当番組の企画である「声の解析」が行なわれた。
- 2016年6月17日23:15 - 翌0:15にはスピンオフ番組『キリトルTV特別編 それを踏まえて見てみよう』を放送。タイトルから「ゴン中山&ザキヤマ」が外されており、実際に中山が出演しなかった。

## 主なスタッフ
2017年8月5日放送
- ナレーション：平野義和
- 企画：加地倫三
- 構成：そーたに、町田裕章、清山智之、飯塚泉、山本太蔵、小川賢治
- SW／TD：古橋稔
- 音声：林田群士
- カメラ：石渡剛
- VE：石原敬太
- 照明：木内聡
- VTR：高橋秀文
- 美術：井磧伸介
- 美術進行：十時健太
- 美術デザイン：小山晃弘
- 編集：石川雅彦、堀内雅也、本田純一、佐竹みゆき
- CGデザイン：ミナミハルキ（南治樹）
- 音効：北澤亨
- MA：首藤英一郎
- TK：満松美弥子
- 編成：菰田勇男（以前はプロデューサー）、高橋陣
- 技術協力：テイクシステムズ、テレテック、テレビ朝日クリエイト、e-naスタジオ、東京サウンドプロダクション
- 編成：菰田勇男、高橋陣
- 宣伝：古澤琢、小枝加奈
- 制作協力：ABC
- Special thanks：塩浜昭男（ABC）、江﨑仁祐（ABC）
- AD：深澤尚、青山啓、武田真也
- AP：脇田優子
- ディレクター：林昇平、鴇田一樹、内間一貴、長谷川大樹、米嶋悟志、境太資、谷中功、岡順一郎、中村広嗣、石丸純平、藤代淳、梶山美春
- 演出：絹山知康
- プロデューサー：古賀佐久子、武田哲治、片山淳、伊波智紀
- 制作著作：テレビ朝日

### 過去のスタッフ
- 構成：小山賢太郎、なかじまはじめ、松本光央、奈佐はぢめ
- 音声：江尻和茂
- カメラ：藤原朋巳
- 照明：石井久友
- VE：斉藤竜也
- 美術進行：渡辺絢
- 編集：笹川紘一、柳澤諭、二階堂守、細谷勝人、榊耕平
- モニター：鈴木久
- CGデザイン：高根沢征二
- 制作協力：CROSCO、文化工房、ふなや
- HP：桑田友紀
- リサーチ：伊藤匡
- AP：菊地あゆみ、内野和佳子
- 制作：菊岡大輔、栗田貴、進藤憲人、蔵原聖二郎、久保田知則、高橋育麻、那須野丈、鈴木雅貴、湯川泰佑季、甲斐豪、薮田望